# Broadway Melodie 1940
Broadway Melodie 1940 ist ein Filmmusical von MGM aus dem Jahr 1940. Dieser Film war der letzte einer Serie von insgesamt vier „Broadway Melody“-Filmen von MGM.

## Handlung
Johnny Brett und King Shaw sind ein tanzendes Team, das vom Glück verlassen wurde und in einer kleinen Tanzhalle auftritt. Clare Bennett hat es hingegen zum großen Star am Broadway gebracht. Dank einer Verwechslung wird Shaw angeboten, als Clares Tanzpartner in einer neuen Broadwayshow aufzutreten, obwohl es eigentlich Johnny war, den Bob Casey, der Produzent der Show gesehen hatte und auch engagieren wollte. Die Partner trennen sich, doch Johnny bleibt in Shaws Nähe, um eventuell einzuspringen. Shaw steigt der unerwartete Erfolg sichtlich zu Kopf. Inzwischen bemerkt Clare, dass eigentlich Johnny der bessere ist und verliebt sich in ihn. Als Shaw am Premierenabend betrunken ist, tanzt Johnny an seiner Stelle und verzaubert das Publikum mit seinem Können.

## Gesangs- und Tanznummern
- Please Don’t Monkey with Broadway – Text und Musik von Cole Porter, gesungen und getanzt von Fred Astaire und George Murphy. Astaire und Murphy treten beide in Frack und Zylinder mit einem Stock auf. Sie betreten eine kreisrunden Fläche, wobei sie von zahlreichen Zusehern umgeben sind. Nach einer vokalen Einleitung beginnt der Stepptanz. Sie tanzen zunächst parallelsymmetrisch, am Beginn noch auf den Stock gestützt, später frei im Raum, bis Astaire ausrutscht und Murphey einen Tritt in den Hintern versetzt. Beide sind böse aufeinander und Astaire wirft Murphey den Fehdehandschuh zu. Es beginnt eine Art gesteppter Dialog, der in eine Fechtszene mündet, bei der die Stöcke wie Kampfdegen verwendet werden. Der choreographierte Fechtkampf endet in einem Durchstich von Astaire (Aufschrei im Publikum). Er bricht zusammen und wird von Murphy „abtransportiert“. Sie verlassen unter Applaus die Bühne.
- All Ashore – Text und Musik von Roger Edens, gesungen und getanzt von Eleanor Powell und einem Matrosenchor. Diese ist eine der wenigen Nummern, in der Powell selbst gesungen hat und ihre Stimme nicht gedoubelt wurde. Die Nummer beginnt zunächst mit einer Gruppe singender Matrosen, die sich – wie auf einem wankenden Schiff – hin- und herwiegen. Später kommt Powell hinzu. Es folgt eine längere Steppeinlage, die teilweise vom Pfeifen der Matrosen begleitet wird. Powell zeigt neben der perfekten Stepptechnik auch ihre Ballettausbildung. Gegen Ende der Nummer mündet der Tanz in eine Art Pas de trois, bei dem zwei Matrosen mit Powell verschiedene Figuren ausführen.
- Between You Me – Text und Musik von Cole Porter, gesungen von George Murphy, getanzt von Murphy und Eleanor Powell.
- I’ve Got My Eyes on You (1939) – Text und Musik von Cole Porter, gesungen und getanzt von Fred Astaire. Dieser Nummer (Dauer: 4′47″) ist ein längeres Solo, in dem viele Elemente vorkommen, die typisch für Astaire als vielseitiger Künstler, Tänzer, Sänger, Pianist und Choreograph sind. Er tritt zu Beginn ohne Musik auf und improvisiert einen Steppschritt. Danach geht er ans Klavier und betrachtet einen kugeligen Gegenstand auf dem der Name „Clare“ eingraviert ist. Dann setzt er sich ganz in Gedanken an die von ihm verehrte Clare (Powell) ans Klavier, spielt und singt „I’ve Got My Eyes On You“. Auffällig sind die am Pianino platzierten Steppschuhe sowie der Hut, den er zum Klavierspielen abnimmt. Dann spielt er diesen Song zunächst noch aus den am Klavier aufgeschlagenen Noten, womit die drei im Tanz verwendeten Accessoires (Kugel, Hut, Noten) in das Bild eingeführt sind. Das Musizieren aus Noten steht dann in starkem Kontrast zu dem von Astaire „improvisierten“, viel fröhlicheren Ragtime. Clare (Powell) steht im Hintergrund und sieht begeistert zu. Mit dem Ragtime setzt die Filmmusik ein, Astaire spielt weiter Klavier, steppt aber dazwischen einige Sequenzen zum Klavier, wobei er das Klavier als Klanginstrument mit den Füßen stößt. Danach steht er auf, setzt sich seinen Hut in der für ihn so typischen Art etwas schief auf und beginnt zu tanzen. Er jongliert mit dem kugeligen Gegenstand (klarerweise ohne einen einzigen Bildschnitt), nimmt dann die Noten mit Clares Bild vom Klavier und tanzt gleichsam mit Clare, indem er ihr Bild auf den Noten leidenschaftlich betrachtet (vgl. den „Ceiling Tanz“ aus Royal Wedding) In einer ballettartigen pantomimischen Aktion zeigt er nochmals seine Leidenschaft für Clare. Schließlich steppt er sich durch die Kulisse der Bühne, verwendet die Aufbauten als Steppunterlage, steppt auf einer Parkbank, über Sofas hinweg, sowie abwechselnd am Boden und auf einem niedrigen Bühnenabsatz (vgl. dazu Gene Kelly am Trottoir in „Singin’ in the Rain“). Am Schluss gibt es noch eine Jonglage mit der Kugel, Clares Bild auf dem Notenblatt und dem Hut, bis er schließlich aus dem Bild tanzt.
- Jukebox Dance – Text und Musik von Walter Ruick, getanzt von Eleanor Powell und Fred Astaire. Dies war das erste Filmduett der beiden Künstler. Powell meinte später, dass unter allen Nummern in ihren Filmen mit Fred Astaire diese ihre liebste war. Am Beginn dieser ausgezeichneten Tanznummer (2′46″) tauschen sich Powell und Astaire zunächst über Steppschritte aus. Dabei werden sie sich rasch über einen gemeinsamen Schritt einig. Der Keller wirft die Jukebox an und sie „improvisieren“ einen Tanz. Sie tanzen zunächst parallel, setzen in der Mitte des Tanzes kurz Handclapping ein, vereinen sich dann und tanzen als Paar weiter. Die Musik wird schneller. Nach einigen gemeinsamen Drehungen tanzen sie danach wieder in Parallelformation, setzen Handclapping ein und enden wiederum in einer Paarformation. Die Choreographie besticht durch ihre Virtuosität, die Idee des gleichsam Improvisierten sowie durch die sehr leichten und rhythmisch melodiösen Steppklänge.
- I Concentrate on You – Text und Musik von Cole Porter, gesungen von Douglas McPhail, getanzt von Eleanor Powell und Fred Astaire. Diese Nummer startet zunächst als Balletteinlage mit Powell als Solistin inmitten eines Corps de ballet. In der Mitte der Nummer tritt Astaire hinzu, Powell ist natürlich überrascht, weil sie ihren eigentlich Partner (Murphey) erwartet hat. Abgesehen von einer kurzen und unbedeutenden Steppeinlage bei Astaires Auftritt (er steht auf einem Balkon) folgt ein ballettartiger Pas de deux in einer Art Harlekin- und Columbine-Kostümierung.
- Begin the Beguine – Text und Musik von Cole Porter, gesungen von Carmen D’Antonio (gedoubelt von Lois Hardnett) und The Music Maids, getanzt von Fred Astaire und Eleanor Powell. Darin gibt es eine längere Passage, in der außer dem Klang der Steppschuhe keine Musik vorkommt. Dieser Moment gehört zu den Höhepunkten des Dokumentarfilms That’s Entertainment! (1974).
- I’ve Got My Eyes on You – getanzt von Fred Astaire, Eleanor Powell und George Murphy. Diese Nummer findet nochmals am selben Ort statt (schwarzer Boden, schwarzer Vorhang im Hintergrund, weiße Kleidung der Tänzer), wie das fantastische Duett zu „Begin the Beguine“ und bildet nun zu dritt einen würdigen Abschluss, obwohl die Genialität der Choreographie für das Paar nicht nochmals erreicht wird.

## Produktion
Broadway Melody of 1940 basiert auf einer Geschichte von Jack McGowan und Dore Schary. Schary war ab 1948 Produktionsleiter, von 1951 bis 1956 Direktor von MGM. Ursprünglich war vorgesehen, dass der Film in Technicolor gedreht wird, wegen der Wirren im Zweiten Weltkrieg entschied man sich jedoch für eine Schwarzweiß-Produktion.
Dieser Film war der vierte und letzte einer Serie mehrerer „Broadway Melody“-Filmen von MGM. Der erste kam bereits 1929 unter dem Titel The Broadway Melody heraus. Dann folgte Broadway Melody of 1936 und Broadway Melody of 1938. Abgesehen von der Nummer „Broadway Melody“, haben die Filme untereinander nichts gemein. Im letzten Film von 1940 ist diese Nummer nur mehr am Beginn zu hören. Powell spielte in drei Filmen mit (1936, 1938, 1940), jedoch immer in einer anderen Rolle. Ein fünfter Film Broadway Melody, wo Eleanor Powell mit Gene Kelly auftreten sollte, war für die frühen 1940er Jahre geplant. Die Produktion wurde jedoch noch während der Probenphase abgesagt. Eine weitere Produktion sollte unter dem Titel Broadway Melody of 1944 herauskommen, wurde dann jedoch Broadway Rhythm umbenannt. Der Film aus dem Jahr 1940 gilt als Powells letzter großer Erfolg auf der Filmleinwand. Nach einigen weiteren eher bescheidenen Erfolgen zog sie sich wenige Jahre nach diesem Film aus dem Filmgeschäft zurück. Abgesehen von Dokumentarfilmen ist dieser der erste Film mit Powell, der als DVD herausgebracht wurde.
Fred Astaire verließ kurz vor Drehbeginn RKO. Broadway Melody of 1940 war somit sein erster Film für MGM, abgesehen von einer kleinen Rolle in Dancing Lady (1933). Den Berichten zufolge war Astaire etwas nervös bei seiner Zusammenarbeit mit Powell, da sie eine der wenigen weiblichen Tänzerinnen war, die ihm hier ernsthaft Konkurrenz bieten konnte. In der Einleitung zu ihrem Buch The MGM Story berichtet Powell, dass sie sich zu Beginn wenig zu sagen hatten. Powell sagte dann zu Astaire: „Look, we can’t go on like this. I’m Ellie; you’re Fred. We’re just two hoofers“. Danach verstanden sie sich sehr gut und probten bis zur Perfektion.
Broadway Melody of 1940 wurde von Anfang September bis Ende November 1939 produziert. Allein der Aufbau für das Set von „Begin the Beguine“ kostete $120.000. Dabei wurde ein 60 Fuß hohes Set von Spiegeln verwendet, die alle auf einer Drehbühne montiert waren, um den Hintergrund zu verändern.
Auf diesen Film wird in dem satirischen Song „George Murphy“ von Tom Lehrer angespielt, wo ein Tänzer zu einem Senator der Vereinigten Staaten wird: „Think of all the musicals we have in store, / Imagine: Broadway Melody of Nineteen Eighty-Four.“